# Martin Selle
Martin Selle (* 25. September 1966 in Linz) ist ein österreichischer Schriftsteller. 

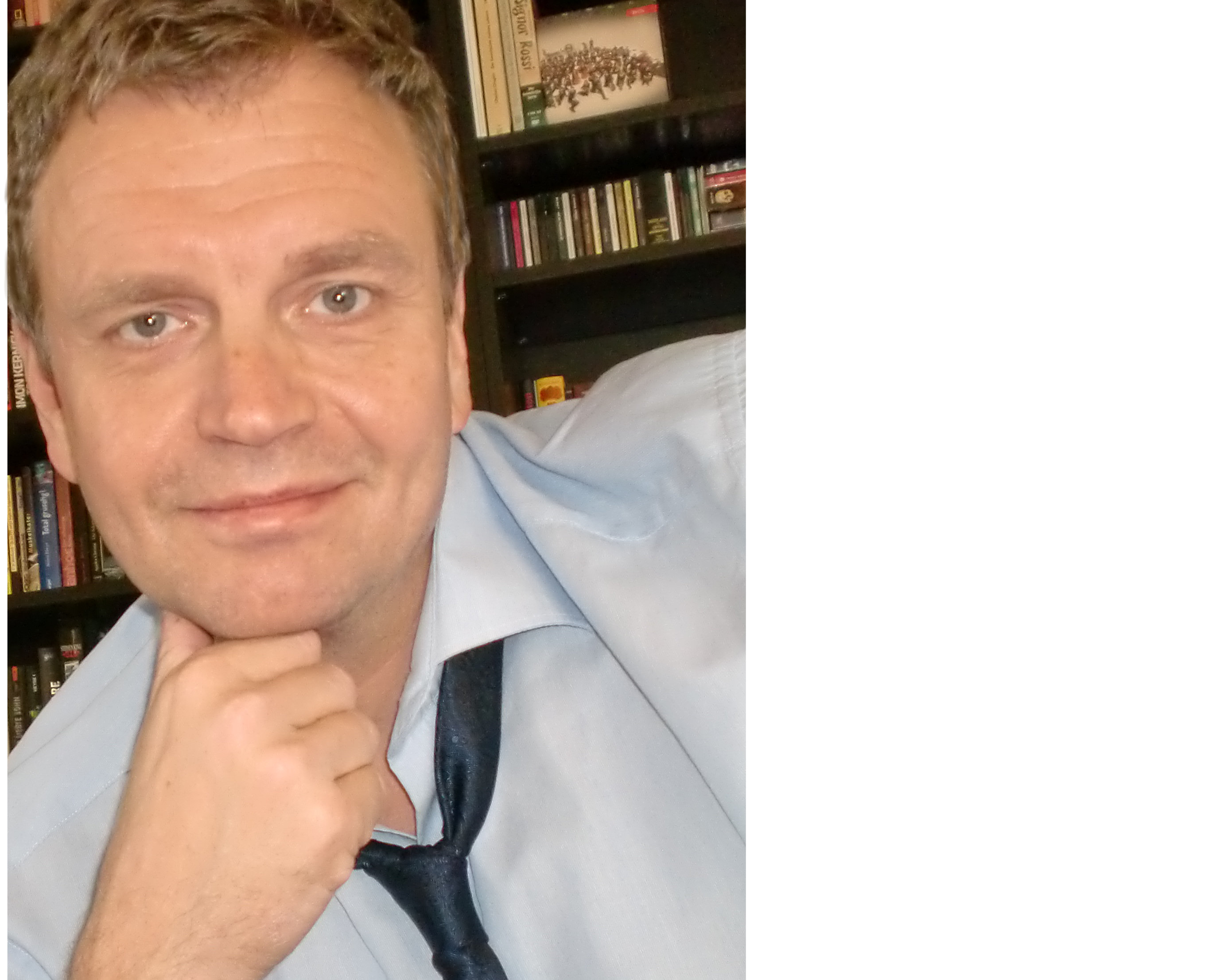
Martin Selle, Schriftsteller

## Biografie
Neben seinem schulischen Werdegang, Volksschule, Hauptschule, berufsbildende höhere Schule Handelsakademie mit Matura, später Technische Universität Wien (Akademischer Immobilienfachberater), erlernte er das schriftstellerische Handwerk durch Fachschulen in den USA, absolvierte 9 führende Akademien für Creative Fiction Writing. 
Martin Selle legt seinen literarischen Schwerpunkt seit dem Jahr 2000 auf die Literatur für Kinder, Jugend und junge Erwachsene von 7 bis 17 Jahren und auf die praxisbezogene Vermittlung des Autorenhandwerks. Er orientiert dabei seine Werke und interaktiven Lesungen an den zeitgemäßen Lesewünschen dieser Altersgruppen. Ziel ist, durch IQ-Bücher (spannende Unterhaltungsliteratur kombiniert mit alltagsnützlichen Experten-Ratgebern), Multiwert zu bieten und so selbstmotivierte, sinnverstehende Leser hervorzubringen. Die IQ-Bücher sind das Ergebnis einer 2-jährigen Leseforschung, Schüler-Interviews, Fachgesprächen mit Pädagogen und Expertisen zu Lesen heute. 
2007 gewann Martin Selle mit der Krimireihe CodeName SAM den 1. Platz beim „Buchliebling 2007“ in der Kategorie 10 bis 14 Jahre. 2008 wurde er mit dem 3. Platz ausgezeichnet. 2000 und 2001 wurden Werke beim Federhasenpreis prämiert. Seine Bücher werden auch in Sprachen wie Chinesisch, Vietnamesisch, Ukrainisch übersetzt.
2018 war Martin Selle Gegenstand der Masterarbeit Autorenschaftskonzepte im 21. Jahrhundert an der Fakultät für Sprach- und Literaturwissenschaft der Ludwig-Maximilians-Universität München. 
Neben seiner Tätigkeit als Schriftsteller motiviert Martin Selle Kinder und Jugendliche mit interaktiven Workshops (Tatort Schreibtisch) und Lesungen (Das Krimi-Duell) zum Lesen und Schreiben. 
Mit Von Null Auf Autor (VNAA) vermittelt Martin Selle auch Erwachsenen das Handwerk des Schreibens nach der 7-phasigen VNAA-Methode. 
Martin Selle schreibt und lebt in Wesenufer in Oberösterreich.

## Werke (Auswahl)
Anleitungen
- Die 7 Schritte, wie Grisham, King und Co. Bestseller schreiben - GRATIS E-Book zur VNAA-Schreibmethode
- Starke Texte - Lektorat, Sprache, Stil: Erfolgsgeheimnisse der Profis (E-Book)
- Kurzgeschichten methodisch entwickeln (E-Book)
- Wie Sie unsterbliche Figuren erschaffen (E-Book)
- Spannung, Spannung, Spannung (E-Book)
- Starke Dialoge schreiben (E-Book)
- Perfekte Roman-Anfänge schreiben (E-Book)
- Handlungsaufbau leicht gemacht (E-Book)

IQ-Krimi mit Sachwissen
- Stadt der Masken - Venedig, Tintoretto
- Der Gral des Todesmönchs - Tibet, Potala
- Das Zombie-Elixier - Haiti
- Das Drachenrätsel - China Shang Dynastie
- Der Unsichtbare von Notre-Dame - Paris
- Im Visier des Killer-Basilisken - Wien
- Das Alien-Experiment - Schwäbische Alb, Biosphären
- Der Fluch der Geister-Piraten - Karibik
- Tödliche Geheimnisse - Zürich, Henry Dunant
- Der Millionen-Schüler - Salzburg, Mozart
- Der Erbarmungslose - Frankfurt Main
- X-TEAM 1: Was geschah um 21.07 Uhr? (Thema: Geschichte der Malkunst von der Antike bis heute - mit Mag. Sabine Fürnkranz, Kunsthistorikerin, Wien)
- X-TEAM 2: Was geschah mit Daniel Moody? (Thema: Gesund und fit - mit Mag. Paulus Schwarzacher, ÖSV-Trainer Herren Kondition und Technik, Olympionike, Weltmeisterschaftsteilnehmer)

Thriller
- DARK NIGHT - Camp Baumkronenweg (mit Outdoor-Handbuch)
- Die Wahrheit über Derek Foster (mit Survival-Handbuch)

Fantasy'
- Der magische Federkiel (Roman)

IQ-Ratekrimis mit Nachhilfe-Effekt Deutsch
- Der Schattenmann (Serie: Der Kommissar bist du)
- Die Kapuzenmänner (Serie: Der Kommissar bist du)
- Der Maskenmann (Serie: Der Kommissar bist du)

IQ-Bücher Kinder 7 bis 8 Jahre
- Die unglaubliche Reise ins Ich (Forscher- & Zeitreiseabenteuer - entdecke den menschlichen Körper)
- Madagaskar - Insel der besonderen Tiere (Forscher- & Zeitreiseabenteuer - die endemische Tierwelt Madagaskars)
- Herr Bogomil & Mister Pumbuli 1: Das Geheimnis der schwarzen Mumie (Entdeckung des Kindpharaos Tutanchamun)
- Mona, Max und der Mondgänger